# 久居インターチェンジ
久居インターチェンジ（ひさいインターチェンジ）は、三重県津市にある伊勢自動車道のインターチェンジである。

## 道路
- E23 伊勢自動車道（37番）
- 接続する道路：国道165号

## 歴史
- 1975年10月22日、関JCT（現・伊勢関IC）- 久居IC開通に伴い供用開始。なお開通から約15年間は、当ICが伊勢自動車道の終点だった。
- 1990年12月6日、久居IC - 勢和多気ICまで部分開通・供用開始（当時暫定2車線）となり、当ICは終点インターチェンジの役目を終了した。

## 料金所
- ブース数 : 8

### 入口
- ブース数 : 3
  - ETC専用 : 1
  - ETC/一般 : 1
  - 一般 : 1

### 出口
- ブース数 : 5
  - ETC専用 : 2
  - 一般 : 3

## 周辺
- 賢明寺（青竜山千手院）
- 津競艇場
- 青山高原
- 榊原温泉
- ルーブル彫刻美術館
- 井村屋 本社・津工場
- JFEエンジニアリング 津製作所
- 陸上自衛隊久居駐屯地
- 三重中央医療センター
- 久居インターガーデン（イオン久居店など）
- ホームセンターバローメガストア久居インター店
- イオンタウン津城山
- 近畿日本鉄道 久居駅

## 隣
E23 伊勢自動車道
(36) 津IC - (37) 久居IC - (37-1) 一志嬉野IC